# 掬投
掬投（すくいなげ）は、柔道の手技の一つ。講道館、国際柔道連盟 (IJF) における正式名。IJF略号SUK。

両手で下半身をすくう白による掬投のイラスト

## 概要
基本形は技を掛ける側（取）は右足を踏み込み、左手で前から相手（受）の左腿を脇に抱えるようにつかみ体を密着させる。
次に、右手で受の右膝裏を持ちすくい上げるようにして相手を抱え上げ体を反らしながら後に投げる。別名サイド・バスター。
帯落などの技に近い動きになる。

## 変化

双手刈の体勢から持ち上げる白による掬投のイラスト

両手で受の両脚を双手刈の様に取った後にそのまま後ろに倒さないで持ち上げた後に背中から落とす掬投もある。

### 手車
手車（てぐるま）は、股間に手を入れるなどして片手で下穿きの臀部をつかんでの掬投。
手車には前または後から受の股間に手を入れて掬って持ち上げたり、側方から股をすくって、背中から落とす形がある。
YouTube KODOKANチャンネルの掬投の動画では基本形だけでなく前方からの手車も紹介されている。相手が大外刈を仕掛けた時など上げた脚やその下穿きを掴んで後方に掬い倒す。
1982年の「講道館柔道の投技の名称」制定に向けて講道館では新名称の候補に挙がったが、採用されなかった。
別名キンつかみ、抱投（かかえなげ）、手内股（てうちまた）、仏壇返（ぶつだんがえし）。七大学柔道では手車と抱投と手内股と仏壇返を区別して集計している。

#### 後手車
後手車（うしろてぐるま）は、相手の後方からの手車。典型的な形は受が背負投などで相手の後方を取った際や内股、払腰などで半身になって足を上げる瞬間に、後方から左手で後ろから股間に手を入れるなどして下穿きの臀部をつかみ体を密着させる。次に左前腰に乗せながら高く掬い上げたのち、右手で半円を描くように引き落とし、前方に投げる技である。
試合で決まるほとんどの掬投はこの後手車であり、特に断りがなく掬投といった場合はこれを指すことが多い。YouTube KODOKANチャンネルの掬投の動画では基本形だけでなく後手車も紹介されている。

#### ボディスラム

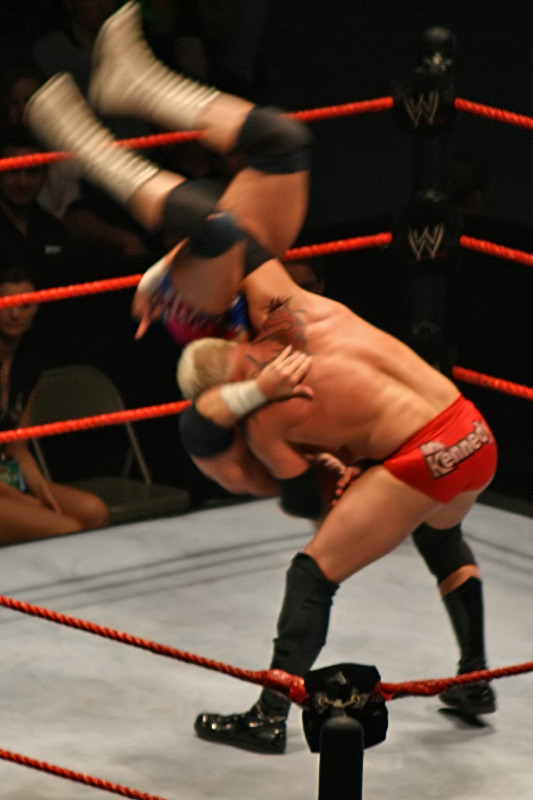
プロレスにおけるボディースラム

ボディースラムは取が前方から受の股間に手を入れて掬って持ち上げ受を前回りするように背中から落とす手内股。

### 掬倒
掬倒（すくいたおし）は1982年の「講道館柔道の投技の名称」制定に向けて講道館では新名称の候補に挙がったが、採用されなかった掬投。

### 小股すくい
小股すくい（こまたすくい）は左手で相手の左脚を内側から掬い上げて倒す掬投。七大学柔道で1986年の第35回大会までに3.0回、一本を取っている（技有は0.5回とカウント）。

### 外小股
外小股（そとこまた）は右手で相撲の出し投げ（上手出し投げや下手出し投げ）をうった後に左手で外から相手の左腿を掬って相手を後ろに倒す掬投。相撲の技。1948年の講道館機関誌『柔道』で玉嶺生は、外小股は柔道では掬投にあたる、と述べている。

## 歴史
両手で下半身をすくう掬投は元々は古流柔術にあった技で、相手の打撃技をかわして投げる技法であり、柔道黎明期から「掬投」という名で投の形にも含まれるほどよく見られる技であった。
その後時代が進むにつれ次第に使い手も見られなくなり肩車に譲る形で投の形から姿を消した。
その一方、片手で股をすくう掬投は元々別技扱いで「手内股」「手車」「仏壇返」などと呼ばれていたが、次第に「掬投」と呼ばれるようになり、1982年に「掬投」で統一された。
柔道が国際化するようになると、筋力や反射神経に優れる外国人選手が片手で股をすくう掬投を多用するようになり、たびたび日本人選手を脅かすようになった。
但し、日本の選手でも中村行成のようにこの技を得意にしていた選手も存在する。
1993年の世界選手権決勝で中村が決めた掬投はとりわけ豪快な一本と言われている。
他には小川直也もバルセロナオリンピック以降はこの技を多用するようになった。
2010年代にIJFワールドツアーで活躍した西山大希が2大会連続、決勝でこの技を決めて優勝を果たしている。
しかし、掬投は脚を取って投げる技であり、本来の組み合って技を繰り出す柔道の形から外れるという憂いが各国から上がるようになると、国際柔道連盟は2009年に国際柔道連盟柔道試合審判規定のルール改正し、上記のどの掬投も使用困難となった。

また、相手が組み手争いから肩越しに逆側の背部を掴んできたような場合や、返し技、連続技の一つとして使うことは問題ないとした。そして、のちにこれらも反則となる
なお、講道館柔道試合審判規定ルールの日本国内大会・試合においては依然として制限なく使用可能となっている。

## 相撲の掬い投げと柔道の掬投の違い
名前は同じだが、相撲の掬い投げと柔道の掬投の投げ方は違う。
中村行成の様に、脚を掬った大腰や移腰の投げ方に近い掬投もある。こちらは、相撲の掬い投げと足取りを合体させた様な形で投げる。
相撲の掬い投げは腋の下から掬い投げるので、腰に乗せた場合は大腰や浮腰に（特に大腰に）形が近い。一方で講道館機関誌『柔道』1948年5月号で、玉嶺生は、相撲では大腰は腰投げだろう、と述べている。

## 分類と名称
相手の脚や、股下を、腕でつかんで持ち上げ、投げる場合は大体、掬投に分類される。
講道館機関誌『柔道』は1982年の「講道館柔道の投技の名称」発表以前は脚掴み禁止でも使用できる技である脇落を掬投に分類していた。それ以降は谷落に分類している。
1981年の世界柔道選手権大会でショータ・ハバレーリがハバレリという技名称で一本勝ちした記録が残されている。ハバレリのうち、相手の背中越しに後帯を取り前から股間に手を入れたり下穿きを持って掬い投げる技は講道館では「掬投」として扱っていた。のちにIJFで帯取返という正式名となった。2017年には講道館も帯取返を新設し、そこに分類するようになった。

## その他
工藤一三九段は著書で「路上で羽交い締めされたときは、上体を前に傾け右足を前に出し左足と一緒に相手の脚を掴んで投げればいい」と語っている。